# Lâmpada de descarga de gás

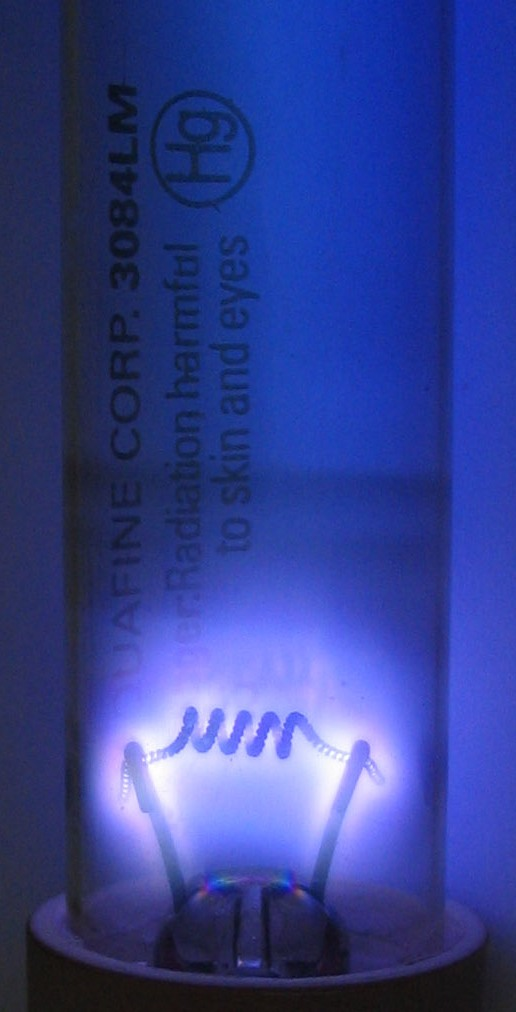
Lâmpada germicicida.

Lâmpadas de descarga em gás é a designação dada a uma família de lâmpadas que gera luz através da descarga de uma corrente elétrica através de um gás ionizado que se transforma em plasma por efeito da corrente eléctrica que o atravessa.

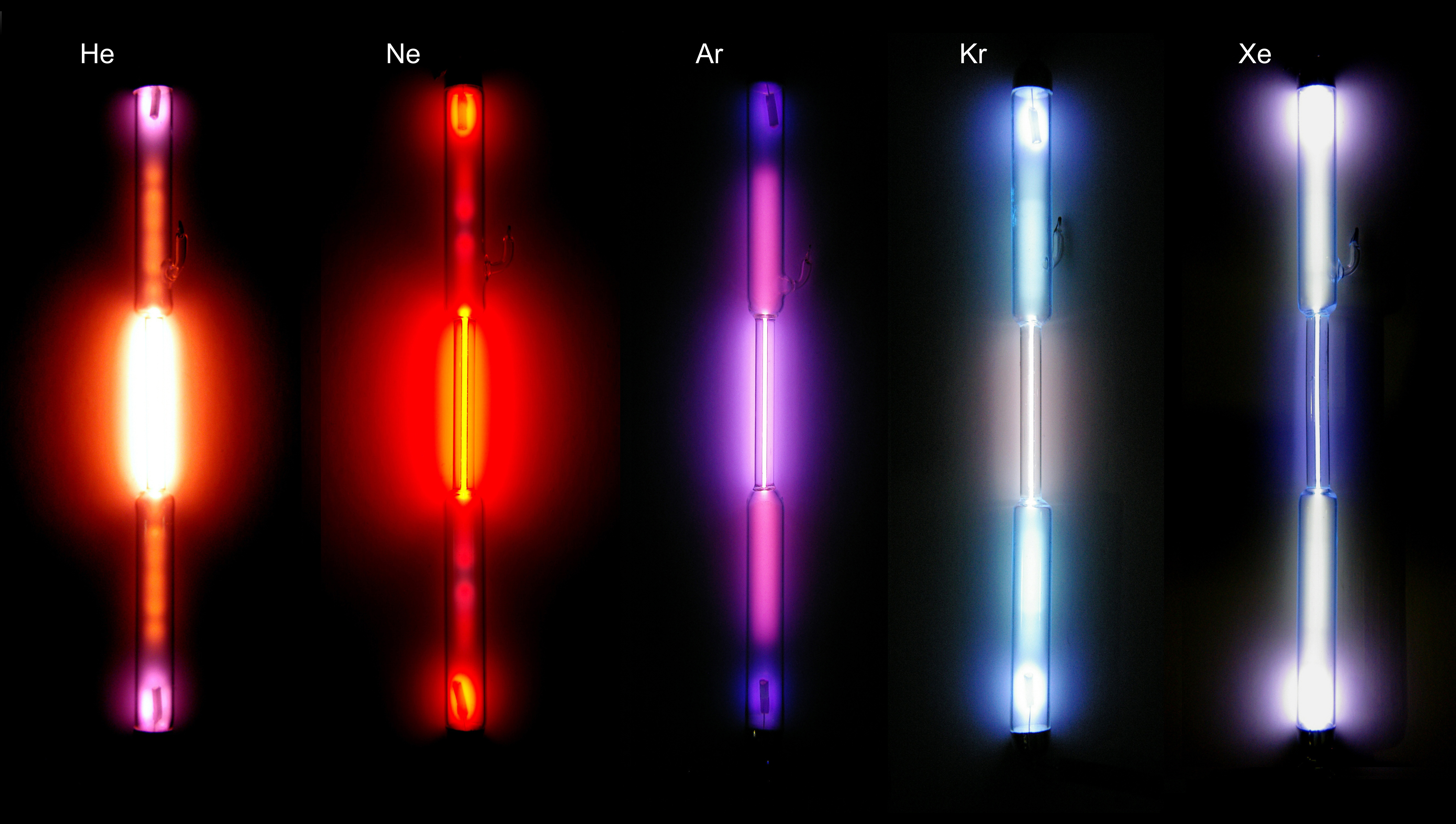
Lâmpadas de descarga: gás nobre